# Совјетска окупација Летоније (1940)
Совјетска окупација Летоније 1940. године односи се на окупацију Републике Летоније од стране Совјетског Савеза према одредбама Споразума Рибентроп—Молотов из 1939. године са Трећим рајхом и његовог Тајног додатног протокола потписаног у августу 1939. године. Окупација се догодила према Европском суду за људска права, влади Летоније, америчком Стејт департменту, и Европској унији. У 1989. години СССР је такође осудио тајни протокол из 1939. између нацистичке Немачке и њих самих који је довео до инвазије и окупације три балтичке земље, укључујући и Летонију.
У јулу 1989. земља је ступила на пут обнављања своје независности, а након распада Совјетског Савеза суверенитет Летоније је у потпуности обновљен 1991. године. Дана 22. августа 1996, летонски парламент усвојио је декларацију у којој се наводи да је Совјетска окупација Летоније 1940. била је војна окупација и илегална инкорпорација.

## Позадина

### 1918–1939: Историјска позадина
Након Руске револуције 1917. Летонија је прогласила независност 18. новембра 1918. године. После продуженог рата за независност, Летонија и Руска СФСР (претходница Совјетског Савеза) потписале су мировни споразум 11. августа 1920. године. Члан 2. споразума је гласио да Совјетска Русија „безрезервно признаје независност и суверенитет летонске државе и добровољно се и заувек одриче свих суверених права (…) на летонски народ и територију“. Независност Летоније дипломатски је признало Савезничко врховно веће (Француска, Велика Британија, Италија, Јапан, Белгија) 26. јануара 1921. године. И друге државе су следиле тај пример. Дана 22. септембра 1921. Летонија је примљена у чланство лиге нација и остала је члан до формалног распуштања лиге 1946. године. Дана 5. фебруара 1932. потписан је Уговор о ненападању са Совјетским Савезом, заснован на Уговору од 11. августа 1920. чији основни споразуми непроменљиво и за сва времена чине чврсту основу односа две државе.

### Релевантни уговори између СССР-а и Летоније
Пре Другог светског рата, Република Летонија и СССР потписали су и ратификовали следеће уговоре:
 Бријан-Келогов пакт 
27. августа 1928. Бријан-Келогов пакт одричући се рата као инструмента националне политике 
 Уговор о ненападању 
Летонија, СССР 5. фебруара 1932.
 Конвенција за дефиницију агресије 
Дана 3. јула 1933. године, први пут у историји међународних односа, агресија је дефинисана обавезујућим уговором који су у совјетској амбасади у Лондону потписали СССР и, између осталих, Летонија.
Члан II дефинише облике агресије.  Признаће се као агресор она држава која ће прва починити једну од следећих радњи :
Релевантна поглавља:
- Друго: инвазија оружаних снага на територију друге државе чак и без објаве рата.
- Четврто: поморска блокада обала или лука друге државе.

## 1939–1940: Пут ка губитку независности

### Немачко-летонски пакт о ненападању
Немачко-летонски пакт о ненападању потписан је у Берлину 7. јуна 1939. У светлу немачког напредовања на истоку, совјетска влада је тражила англо-француску гаранцију независности балтичких држава, током њихових преговора о савез са западним силама. Летонска и естонска влада, увек сумњичаве према совјетским намерама, одлучиле су да прихвате узајамни пакт о ненападању са Немачком. Немачко-естонски и немачко-летонски пакт о ненападању потписали су у Берлину 7. јуна 1939. летонски министар спољних послова Виљелмс Мунтерс и Јоахим фон Рибентроп. Следећег дана Адолф Хитлер примио је естонског и летонског изасланика и током ових интервјуа нагласио је одржавање и јачање комерцијалних веза између Немачке и балтичких држава. Ратификације немачко-летонског пакта размењене су у Берлину 24. јула 1939. године и он је ступио на снагу истог дана. Регистрован је у Уговорима Лиге нација 24. августа 1939. године.

### Немачко-совјетски пакт о ненападању
Споразум Рибентроп—Молотов, потписан 23. августа 1939. године, садржавао је тајне протоколе за поделу територија између Немачке и Совјетског Савеза. Према тим протоколима, Финска, Естонија, Летонија и Бесарабија биле су у совјетској сфери интереса, а Пољска и Литванија су спадале у немачку сферу интереса. Совјетски Савез није званично признао постојање ових протокола све док под притиском Балтичких ССР 24. децембра 1989. године Конгрес народних посланика СССР-а није званично признао тајне послове и осудио их као нелегалне и неважеће од њиховог настанка..

### Инвазија на Пољску
Нацистичка Немачка напала је Пољску 1. септембра 1939. године. Француска и Британија, које су уговором биле обавезне да заштите Пољску, одговориле су протестним нотама тражећи да се Немци повуку. После француско-британске неодлучности, Британија је деловала сама издајући ултиматум у 9:00 ујутро 3. септембра, на шта је Француска тада била приморана да изда ултиматум. Ипак, упркос изјавама да сада постоји ратно стање са Немачком, међусавезничке војне конференције од 4. до 6. септембра утврдиле су да не постоји могућност подршке источном фронту у Пољској. Француска је након тога затражила да Британија не бомбардује Немачку, плашећи се војне одмазде против француског становништва. Било је одлучно да се ништа не предузима, како се не би изазвало премештање немачких снага на западни фронт. Чемберлен је 12. септембра изјавио " Не жури нам се јер је време на нашој страни." Напуштање Пољске било је потпуно.
Стаљин је потом кренуо напред да испуни свој део пакта, наредивши Црвеној армији 17. септембра да пређе совјетско-пољску границу под наводном нужношћу да заштити Белорусе и Украјинце на територији Пољске, за коју су Совјети тврдили да је „престала да постоји“ након немачких успеха. Стаљин је тада предложио Хитлеру "трговину" за решавање "балтичког проблема. " 28. септембра 1939. Немачка и Совјетски Савез поделивши Пољску потписали су споразум о граници, укључујући други тајни протокол, предајући Литванију Стаљину у замену за две пољске провинције. Убрзо након тога, 3. октобра 1939, немачки амбасадор у Совјетском Савезу, Фридрих Вернер фон дер Шуленбург, такође је предложио Молотову да разне промене на границама литванске територије сачекају док "Совјетски Савез не заузме Литванију." Након тога, Совјетски Савез се даље сложио да надокнади нацистичкој Немачкој 7.500.000 златних долара (или 31.500.000 рајхсмарака) за одрицање Рајха од својих „потраживања“ на литванској територији коју је првобитно требало да поседује на основу споразума од 28. септембра.
Совјетски Савез је сада заузео нешто више од половине пољске територије, а савезничке силе показале су се неспособним за војну интервенцију на источном фронту.

### Балтичко-совјетски односи у јесен 1939
Дана 24. септембра 1939. ратни бродови Црвене морнарице појавили су се код северног суседа Летоније, естонских лука, совјетски бомбардери започели су претећу патролу над Талином и оближњим селима. СССР је тада прекршио ваздушни простор свих балтичких држава, летећи масовним операцијама прикупљања обавештајних података 25. септембра. Москва је тражила да балтичке земље дозволе СССР-у да успостави војне базе и стационира трупе на њиховом тлу током европског рата.
Током разговора у Москви, 2. октобра 1939. године, Стаљин је рекао Виљелмсу Мунтерсу, летонском министру спољних послова: "Искрено вам кажем, подела интересних сфера је већ извршена. Што се тиче Немачке, могли бисмо вас окупирати." На Балтику су озбиљно схватили ову претњу.
Влада Естоније прихватила је ултиматум потписивањем одговарајућег споразума 28. септембра 1939, Летонија 5. октобра 1939, и Литванија убрзо након тога, 10. октобра 1939. У случају Летоније потписали су је летонски министар спољних послова Виљелмс Мунтерс и совјетски комесар спољних послова Вјачеслав Молотов. Ратификације су размењене у Риги 11. октобра 1939, а уговор је ступио на снагу истог дана. Регистрован је у Уговорима Лиге нација 6. новембра 1939. Чланци уговора били су:
- Члан 1. предвиђао је војну сарадњу између страна у случају напада треће стране.
- Члан 2 обавезивао је совјетску владу да помогне летонској влади у пружању наоружања.
- Члан 3 дозвољавао је совјетској влади да успостави војне и поморске базе на територији Летоније.
- Члан 4 обавезивао је совјетску и летонску владу да се не упуштају у војне савезе против друге странке.
- Члан 5 предвиђа да споразум неће утицати на политички и економски систем и суверенитет обе стране.
- Члан 6 се бавио ратификацијом и предвиђао је да ће уговор остати на снази десет година, уз могућност продужења за додатних десет година.

Као што Летонска национална фондација каже, споразум је тражио да Летонија:
- дозволи Совјетском Савезу да користи базе у Лијепаји, Вентспилсу, и Питрагсу до 1949,
- изградити посебне аеродроме за совјетске потребе, и
- одобрити стационирање совјетских војних гарнизона у укупном броју од 30.000 војника.[28]

У суштини, овај пакт није утицао на летонски суверенитет. Одељак 5 Пакта гласи: "Ступање на снагу овог пакта ни на који начин не сме утицати на суверена права уговорних страна, посебно на њихову политичку структуру, њихов економски и социјални систем и њихове војне мере. Подручја одвојена за базе и аеродроме остају територија Летонске Републике."
Са скором балтичком совјетизацијом, Хитлер је издао "позив кући" етничким Немцима. Летонија је 30. октобра 1939. године склопила споразум са нацистичком Немачком о репатријацији грађана немачке националности. У пролеће 1940. године, 51.000 Немаца је напустило Летонију ради пресељења у Пољску. Током другог позива годину дана касније пресељено је још 10.500.
Јавно је 31. октобра 1939. совјетски врховни савет страхове од балтичке совјетизације назвао "тоталним глупостима." Приватно, ово стационирање совјетских трупа у Летонији под условима пакта о узајамној помоћи означило је почетак плода дугогодишњих совјетских жеља за стицањем контроле над Балтиком.

### Совјетска инвазија на Финску
Слични захтеви прослеђени су Финској. 5. октобра 1939. Финци су позвани у Москву да „разговарају о међусобним проблемима“. Финци су одбили да потпишу пакт о узајамној помоћи, и 30. новембра Совјетски Савез је напао Финску, покренувши Зимски рат. Будући да је совјетски напад оцењен као незаконит, Совјетски Савез је 14. децембра избачен из лиге нација. Финска је уложила вешт напор у одбрани и успела је да заустави совјетску офанзиву до фебруара 1940, када се њена примарна одбрамбена линија коначно срушила. 12. марта 1940, суочена са перспективом потпуног совјетског преузимања, Финска је потписала Московски мировни уговор са Совјетским Савезом. Финска је задржала независност, али је била приморана да уступи 11% своје територије и полуострво Ханко да у закуп Совјетском Савезу као морнаричку базу на 30 година. У јуну 1941. године, настављена су ратовања између Финске и СССР-а у такозваном Настављеном рату.

## 1940–1941: Прва совјетска окупација

### Политичка позадина
Очигледно бекство од финске судбине довело је до лажног осећаја сигурности Летоније. Четири месеца пре доласка совјетских трупа у Летонију, Виљелмс Мунтерс, обраћајући се публици на Летонском универзитету 12. фебруара 1940, изјавио је: "Имамо све разлоге да односе који постоје између Летоније и Совјетског Савеза описујемо као врло задовољавајуће. Постоје људи који ће рећи да су ови повољни услови само привремене природе и да ћемо пре или касније морати рачунати са унутрашњо-политичким и спољно-политичким притиском Совјетског Савеза. Темељ на којем се заснивају ова пророчанства су тајна самих пророка.Искуство наше владе сигурно не оправдава такве слутње."
Са тренутним запечаћењем совјетског неуспеха у Финској, тек нешто више од месец дана након Мунтерсових позитивних израза Молотов је, говорећи 25. марта 1940, у суштини најавио совјетске намере да припоји балтичке државе, рекавши, "… извршење пакта јнапредује задовољавајуће и створили су се повољни услови за даље побољшање односа између совјетске Русије и ових држава". Побољшање односа је еуфемизам за совјетску окупацију.
У марту и априлу 1940, непосредно након Молотовљевог говора, совјетска штампа започела је нападе на летонску владу. Следеће, НКВД је организовао серију штрајкова у Риги и Лијепаји. Када они нису успели прерасти у генерални штрајк, Совјети су за тај неуспех кривили "неодговорни елемент који квари добросуседске односе."
У страху од совјетске акције, летонска влада је 17. маја 1940. тајно издала хитна овлашћења летонском министру у Лондону Карлису Рејнолдсу Зариншу, одредивши Алфредса Билманиса, летонског министра у Вашингтону, за његову замену.

### Совјетска инвазија
Дана 28. маја 1940. године литвански министар у Москви примио је Молотовљеву белешку која се односила на наводну отмицу два совјетска војника у Вилни. Литванска влада настојала је да то разјасни совјетско-литванска комисија под условима пакта о узајамној помоћи. Москва је одбила овај предлог и прекинула даљу расправу, убрзо показавши своје праве циљеве:
- 12. јуна 1940. године издата је наредба за потпуну војну блокаду Естоније совјетској Балтичкој флоти: према речима директора Руског државног архива Морнаричког одељења Павела Петрова Позивајући се на записе у архиву[38][39]
- 14. јуна 1940: Док је светска пажња усмерена на заузимање Париза од стране Немачке дан раније, Молотов оптужује балтичке земље за заверу против Совјетског Савеза и Литванији испоручује ултиматум за успостављање владе коју Совјети одобравају. Истог дана ступила је на снагу совјетска блокада Естоније. Према извештајима очевидаца које су саставили естонски и фински истражитељи, два совјетска бомбардера оборила су фински путнички авион Калева који је летео из Талина за Хелсинки, носећи три дипломатске торбе из америчких делегација у Талину, Риги и Хелсинкију. У несрећи је погинуо запослени у америчкој спољној служби Хенри Антејл Џуниор.[40]
- 15. јуна 1940: совјетске трупе напале су Литванију[41] и распоредили трупе да нападну Летонију.
- 15. јуна 1940: совјетске трупе напале летонске граничаре у Масленкију,[6] убивши три граничара и два цивила, као и одвевши 10 граничара и 27 цивила као таоце у Совјетски Савез.[30]‍:43
- 16. јуна 1940: Совјетски Савез напао је Летонију и Естонију.[41] Совјети су Естонији и Летонији испоручили ултиматуме на које је одговорено у року од 6 сати, захтевајући: (1) успостављање просовјетских влада које би, под заштитом Црвене армије, биле способније за спровођење Паката узајамне помоћи, (2) слободан пролаз совјетских трупа у Естонију и Летонију како би их сместили у најважније центре и избегли могуће провокативне акције против совјетских гарнизона. Летонија и Естонија су капитулирале, јер нису могле саме да се одупру, без спољне помоћи, под претњом бомбардовања градова.[30]‍:43
- 17. јуна 1940: Совјетске трупе напале су Летонију и заузеле мостове, пошту / телефон, телеграф и канцеларије за емитовање.
- 17. јуна 1940: Андреј Вишински, заменик председника Савета народних комесара Совјетског Савеза (и тужилац на монтираним процесима Јосифа Стаљина 1937–1938), представља се председнику Карлису Улманису као совјетски специјални изасланик.

### Губитак независности
Совјетска оркестрација догађаја настављена је и након инвазије, заједно са демонстрантима који су стигли са трупама Црвене армије, организујући масовне маршеве и састанке како би створили утисак народних немира:
- 19. јуна 1940: Вишински овог пута поново долази у посету Улманису како би доставио листу, унапред одобрену од Москве, нових чланова кабинета летонске владе.
- 20. јуна 1940: Улманис је био присиљен да одобри просовјетску владу која преузима функцију. Ослободили су затворене чланове некада илегалне комунистичке партије. Јавне „захвалне поворке“ организоване су у част Стаљину.
- 30. јуна 1940: Литвански министар спољних послова Винкас Креве-Мицкевичијус састао се са Молотовим. Молотов је отворено саопштио совјетску намеру да окупира читав регион: "Морате добро погледати стварност и схватити да ће у будућности мали народи нестати. Ваша Литванија, заједно са осталим балтичким државама, укључујући Финску, придружиће се славној породици Совјетског Савеза. Стога бисте требали почети сада да иницирате свој народ у совјетски систем, који ће у будућности владати свуда, широм целе Европе, спроведено у дело раније на неким местима, као у балтичким земљама, касније у другима."
- 5. јула 1940: Издана уредба којом се најављују нови избори, летонске демократске странке се организују у оквиру Националног комитета и покушавају да учествују.
- 9. јула 1940: Вилис Лацис, совјетски министар унутрашњих послова, наређује да се Национални комитет угаси, а његови најистакнутији чланови депортују. Депортације се већ одвијају са територије која још увек није део Совјетског Савеза.
- 14. – 15. Јула 1940: Одржани су лажни избори у Летонији и другим балтичким државама. Само једна унапред одобрена листа кандидата била је дозвољена на изборе за "Народни парламент".[6] Гласачки листићи садржали су следећа упутства: "Само листа Летонског блока радног народа може бити убачена у гласачку кутију. Гласачки листић мора бити убачен без икаквих промена." Наводни индекс бирачке активности износио је 97,6%. Најважније је да су комплетни изборни резултати објављени у Москви 12 сати пре затварања избора. Совјетски изборни документи који су касније пронађени поткрепљују чињеницом да су резултати у потпуности измишљени. Трибунали су били основани да би казнили "издајнике народа", оне који нису испунили "политичку дужност" гласања Летоније за СССР. Онима којима пасоши нису били оверени печатом, били су осуђени на смрт.[42]
- 21. јула 1940: Новоформирана влада заседа први пут.  Имала је само један посао - петицију за придруживање Совјетском Савезу. (Разматрање такве акције одбијано је током целог избора.) Петиција је поднета једногласно. Међутим, то је било незаконито према летонском уставу, који је још увек био на снази, а који је захтевао народни референдум за одобравање такве акције: две трећине свих учесника који су имали право гласа и одобравање обичне већине. Улманис је био принуђен да поднесе оставку.
- 22. јула 1940: Улманис је депортован у Совјетски Савез, умире у заточеништву 1942.[30]‍:44 Земља је национализована (види такође доле).
- 23. јула 1940: амерички државни подсекретар Самнер Велс осуђује заобилазне процесе којима је један од њихових моћнијих суседа намерно уништио политичку независност и територијални интегритет три мале балтичке републике."
- 31. јула 1940: Министар одбране Јанис Балодис и његова породица депортовани су у Совјетски Савез (наредбу ручно написао Вилис Лацис).
- 5. августа 1940: Совјетски Савез је одобрио захтеве Литваније, Летоније и Естоније за придруживање. Летонија је основана као 15. Република Совјетског Савеза. Осим Немачке, ниједна западна држава не признаје анексију као легитимну дејуре.

Тачни бројеви губитака које су Совјети нанели Летонији нису доступни. Процењује се да их је 35.000 умрло у војним акцијама, погубљењима или депортацијама.‍:48 Многи су уточиште пронашли у иностранству. Сви ови губици започели су током прве совјетске окупације. На летонском се ово назива и "Baigais Gads" (Година терора). (Овај израз се такође користио у антисовјетској пропаганди тог периода - ове две употребе не треба мешати или повезивати по намени. "Година терора" је такође наслов отворено антисемитског, лажног извештаја о догађајима у години који је написао Паулс Ковалевскис , нацистички симпатизер, 1942.) Планиране су даље масовне депортације и убијања, али је немачка инвазија на совјетску територију зауставила ове планове. Званичник литванске владе тврди да је видео документ који предвиђа уклањање 700.000 људи из Литваније.‍:48

### Совјетски терор
Совјетске власти, стекавши контролу над Летонијом, одмах су увеле режим терора. Ухапшене су стотине мушкараца, укључујући и многе лидере Републике Летоније. Трибунали су били основани да би казнили "издајнике народа".
Ухапшени и убрзо ликвидирани били су председник Летоније Карлис Улманис и министар спољних послова Виљелмс Мунтерс. Дипломатама у иностранству који су одбили да признају нове режиме и врате се у Летонију одмах је одузета имовина и спроведено извршење у року од 24 сата. Каснија наређења проширила су списак репресија, укључујући свакога ко је повезан са неким ко се скрива од владе или ко је побегао у иностранство - што их је учинило издајницима државе.
Дана 22. јуна 1940. године, сва три балтичка парламента донела су почетне резолуције о национализацији земљишта, а у Летонији је недељу дана касније уследио Предлог закона о реформи земљишта. У почетку је породица могла да користи максимално 30 хектара земље, што је смањено током друге совјетске окупације на 15–20 хектара.
Јунска депортација догодила се 13. јуна и 14. јуна 1941. године. Процењено је да је депортовано 15.600 мушкараца, жена и деце, укључујући и 20% последње легалне владе Летоније. Отприлике 35.000 укупно (1,8% становништва Летоније) депортовано је током прве совјетске окупације. Стаљинове депортације такође су обухватиле хиљаде летонских Јевреја. (Масовна депортација износила је око 131.500 људи широм Балтика.)
Према упутствима Серова, депортације су биле брзе и ефикасне и уследиле су усред ноћи. Депортовани су имали сат времена или мање да се припреме за полазак. Било им је дозвољено да са собом понесу ствари које не прелазе 100 кг (новац, храну за месец дана, уређаје за кување, одећу). Породице би потом биле одведене на железничку станицу. Тада су открили да мушкарце треба одвојити од жена и деце: "С обзиром на чињеницу да је велики број депортованих морао бити ухапшен и распоређен у посебне логоре и да њихове породице морају кренути у посебна насеља у удаљеним регионима , од суштинске је важности да се операција уклањања и чланова породице депортованог и њене главе спроводи истовремено, без обавештавања о раздвајању с којим се суочавају … Превоз целе породице до станице обавиће се у једно возило и само на полазној станици глава породице биће смештен одвојено од породице у аутомобил специјално намењен главама породица."
Возове су пратили официр НКВД-а и војни конвој. Спаковани у решеткаста кола за стоку, са рупама на поду за санитацију, депортовани су одведени у Сибир. Многи су умрли и пре него што су стигли на крајње одредиште због тешких услова. Много више их је страдало током прве зиме.
Један број Летонаца који су успели да избегну депортације одлучили су да се сакрију у шумама, где су биле организоване антисовјетске јединице. Када је нацистичка Немачка напала Совјетски Савез, ти побуњеници су одмах кренули у сарадњу са нацистичком Немачком.

## Последице

### Окупација Летоније од стране нацистичке Немачке 1941–1944
Совјетско-немачки рат прекинуо је ову прву годину совјетске окупације. Нацистичка офанзива, започета 22. јуна 1941. године, нешто више од недељу дана након извршења масовних депортација, ушла је у Ригу 1. јула 1941. То је пореметило документоване планове НКВД-а да депортује још неколико стотина хиљада из балтичких држава 27. и 28. јуна 1941. године.
Са сећањима на масовне депортације од пре недељу дана, Летонци су дочекали немачке трупе као ослободиоце. Летонска химна је пуштана на радију и, као што је написао Крис Белами: „[антисовјетска] побуна избила је одмах након вести о Барбароси". Већина етничких Летонаца који су били присиљени да служе у Црвеној армији напустили су своје јединице, а убрзо затим напали су НКВД. 2. јула 1941. јединица летонских дезертера заузела је град Сигулду, а три дана касније летонски побуњеници преузели су контролу над другим градом Смилтенеом, такође блокирајући стратешки пут за Псков. Летонци нису само масовно напустили редовне јединице Црвене армије, већ су побегли и из војних кампова за обуку, који су били део совјетског мобилизационог плана. Међу осталим биткама са совјетским јединицама у повлачењу, Белами спомиње Лимбажи (4. јул), Олајне (5. јул), и Алуксне (9. јул). Све ове локације заузели су летонски побуњеници пре него што су се на том подручју појавиле прве јединице Вермахта.
Нацистичка Немачка, међутим, није имала план нити жељу да Летонији врати аутономију, иако су пуковнику Александру Плеснерсу наложили да надгледа формирање летонских одбрамбених снага. Немци су 8. јула објавили да је ношење немачких униформи забрањено. Такође, побуњеничким јединицама је наређено да се разоружају. Јеврејски страхови од нациста - који су неке навели да на совјетску окупацију гледају као на меру сигурности - показали су се трагично основаним.
До 10. јула 1941, немачке оружане снаге окупирале су целу територију Летоније. Летонија је постала део нацистичког Рајхскомесаријата Остланд – Округ Летонија (Generalbezirk Lettland). Сви који нису били послушни немачком окупационом режиму, као и они који су сарађивали са совјетским режимом, убијани су или слани у концентрационе логоре.
Нацистичка Немачка је 1939. године израдила Генералплан Ост који покрива источне земље. Што се тиче Летоније, утврђено је да би њено становништво од око 2.000.000 требало да буде смањено за 50%, на оне који се сматрају вредним „германизације“. Сходно томе, Јевреји, Роми, комунисти, официри војске, политичари, и други интелектуалци били су ухапшени.‍:54–56 Даља смањења цивилног становништва постигла би се стварањем несташице хране, што би резултирало масовним изгладњивање.‍:56

### Друга совјетска окупација 1944–1991
Ришка офанзива била је део веће Балтичке офанзиве на Источном фронту током Другог светског рата. Одиграла се крајем 1944. године и у њој су протеране немачке снаге из града Риге.
Летонију је поново окупирао Совјетски Савез од 1944. до 1991. Током совјетске окупације хиљаде Летонаца је депортовано у сибирске логоре, погубљено или присиљено у изгнанство.
Многи Летонци побегли су рибарским чамцима и бродовима у Шведску и Немачку, одакле су се до 1951. године пребацили у разне делове западног света (углавном у Аустралију и Северну Америку). Отприлике 150.000 Летонаца завршило је у егзилу на Западу.
Према приближним проценама, као резултат Другог светског рата, становништво Летоније смањило се за пола милиона (25% мање него 1939). У поређењу са 1939. летонско становништво се смањило за око 300.000. Рат је нанео и велике губитке економији - многи историјски градови су уништени, као и индустрија и инфраструктура.
У јулу 1989. године, након драматичних догађаја у Источној Немачкој, летонски Врховни совјет усвојио је "Декларацију о суверенитету" и изменио Устав да би потврдио надмоћ својих закона над законима СССР-а.
Дана 23. августа 1989. одржане су политичке демонстрације "Балтички пут". Отприлике два милиона људи удружило се и формирало преко 600 километара дугачак људски ланац кроз три балтичке државе (Естонија, Летонија, Литванија). Ова демонстрација организована је како би скренула пажњу света на заједничку историјску судбину коју су ове три државе претрпеле.
У марту 1990. кандидати из странке независне Летонског народног фронта стекли су двотрећинску већину у Врховном савету на демократским изборима.
Летонски савет је 4. маја 1990. изјавио своју намеру да врати пуну летонску независност. Совјетске политичке и војне снаге неуспешно су покушале да свргну летонску владу. Дана 21. августа 1991. Летонија је затражила фактичку независност. Уследило је међународно признање, укључујући и СССР. Сједињене Државе, које никада нису признале присилно припајање Летоније од стране СССР-а, обновиле су пуне дипломатске односе са Летонијом 2. септембра 1991.
У фебруару 1992. Русија се сложила да започне повлачење својих трупа из Летоније.
У августу 1994. последње руске трупе повукле су се из Републике Летоније.
Русија је званично прекинула своје војно присуство у Летонији у августу 1998. године након разградње радарске станице Скрунда-1, која је била последњи активни руски војни радар на Балтику. Последње руске трупе повукле су се са станице следеће године.
- Совјетске трупе у Риги, октобар 1944
- Совјетски пропагандни плакат у Летонији, 1945

## Историјска совјетска верзија догађаја
До поновне процене совјетске историје која је започела током Перестројке, што је довело до званичне осуде тајног протокола из 1939. године од стране совјетске владе, совјетски став о догађајима 1939–1940 резимиран је на следећи начин:
Влада Совјетског Савеза предложила је Влади Републике Летоније да закључи уговор о узајамној помоћи између две земље. Притисак летонских радника приморао је летонску владу да прихвати ову понуду. Потписан је Пакт о узајамној помоћи који омогућава СССР-у да стационира ограничени број јединица Црвене армије у Летонији. Економске потешкоће, незадовољство политиком летонске владе "која је саботирала испуњење Пакта и летонске владе" и политичка оријентација према нацистичкој Немачкој довели су до револуционарне ситуације која је кулминирала у јуну 1940. Да би се гарантовало испуњење Пакта, ушле су додатне совјетске војне јединице Летоније, коју су дочекали летонски радници који су захтевали оставку летонске владе буржоазије и њеног фашистичког вође Карлиса Улманиса. Такође у јуну, под вођством летонске Комунистичке партије, летонски радници су одржали демонстрације и тог дана је срушена фашистичка влада и формирана је Народна влада. Избори за летонски парламент одржани су недуго затим, јула 1940. године. "Савез радног народа", створен на иницијативу летонске Комунистичке партије, добио је велику већину гласова. Парламент је усвојио декларацију о обнављању совјетске власти у Летонији и прогласио Летонску ССР. Парламент је затим прогласио жељу Летоније да се слободно и вољно придружи СССР-у, усвојивши резолуцију у том смислу. Тај захтев је одобрио Врховни совјет СССР-а и Летонија је постала саставна република СССР-а.

## Сукобљене верзије историје
Питање совјетске окупације, њених мотива и последица и даље остаје камен спорења између балтичких држава и Русије. У основи су различите верзије историјских догађаја током Другог светског рата и после њега: летонска (коју деле и Естонија и Литванија и широко је подржана западним историјским наукама) и совјетска, коју и даље подржава и брани влада Русија..
Према Европском суду за људска права, влади Летоније, Сједињеним Америчким Државама, и Европској унији, окупација Летоније од стране СССР-а 1940, и њено накнадно поновно укључивање у Совјетски Савез 1944. године, било је незаконито. Према овом извештају, законита влада Летоније срушена је 1940. године, а совјетска власт је наметнута силом. После тога, Совјетски Савез је спроводио велике и систематске акције, укључујући убиства и масовне депортације против летонског становништва. Организовани су монтирани избори на којима је било дозвољено да се кандидују само кандидати које подржава совјетска држава, а резултати су случајно објављени западној штампи у Лондону пре него што су избори били и комплетни. Као што је известио Тајм 1940. године, онима којима није био стављен печат на пасоше за гласање Летоније у СССР, совјетски НКВД могао је пуцати у потиљак, Земља је остала окупирана од Совјетског Савеза до обнове независности 1991. 48 година совјетске окупације и анексије балтичких држава западне демократије никада нису признале као легалне. Сједињене Државе су посебно примениле раније усвојену Стимсонову доктрину на питање балтичких држава, што је довело до тога да она постане устаљени преседан у међународном праву.
Иако је Конгрес народних посланика Совјетског Савеза осудио анексију Летоније и осталих балтичких држава пре распада СССР-а, Русија, држава правни наследник СССР-а, не признаје присилну окупацију Летоније од стране Совјетског Савеза. Конкретно у вези са Летонијом, руска Дума је донела резолуцију да подсети посланике летонског сејма да је Летонија као део Совјетског Савеза заснована на чињеницама и закону са међународне правне тачке гледишта." Влада Русије и даље тврди да је Совјетски Савез ослободио Летонију од Немаца 1944. године.

## Наслеђе
Године 2000. совјетски дан окупације - 17. јун - постао је дан сећања у Летонији.

## Додатни извори
- Brecher, Michael; Wilkenfeld, Jonathan (1997). A Study of Crisis. University of Michigan Press. стр. 596.
- Frucht, Richard (2005). Eastern Europe: An Introduction to the People, Lands, and Culture. ABC-CLIO. стр. 132. ISBN 978-1-57607-800-6.
- O'Connor, Kevin (2003). The History of the Baltic States. Greenwood Publishing Group. стр. 113—145. ISBN 978-0-313-32355-3.
- Plakans, Andrejs (1995). The Latvians: A Short History. Hoover Press. стр. 143—166. ISBN 978-0-8179-9302-3.
- Plakans, Andrejs (2007). Experiencing Totalitarianism: The Invasion and Occupation of Latvia by the USSR and Nazi Germany 1939–1991. AuthorHouse. стр. 596. ISBN 978-1-4343-1573-1.
- Rislakki, Jukka (2008). The Case for Latvia: Disinformation Campaigns Against a Small Nation. Rodopi. ISBN 978-90-420-2424-3.
- Wyman, David; Charles H. Rosenzveig (1996). The World Reacts to the Holocaust. JHU Press. стр. 365—381. ISBN 978-0-8018-4969-5.